# Basilianus cantori
Basilianus cantori es una especie de coleóptero de la familia Passalidae.

## Distribución geográfica
Habita en Bután, Tailandia y Pakistán.